# Юмемакура Баку
Баку Юмемакура (яп. 夢枕獏, нар. 1 січня 1951) — японський письменник, сценарист, що пише у науково-фантастичному та у пригодницькому жанрах. Відомий за таким твором як Jōgen no Tsuki wo Taberu Shishi (Лев, який з'їв зростаючий місяць), за який отримав річні нагороди Seiun (1990 р.) та Nihon SF Taisho (10-те вручення, 1989 р.) у жанрі наукова фантастика. Він також є автором сценаріїв до фільмів, наприклад до Onmyoji (Господар інь та янь).
Один з його популярних серіалів, присвячених бойовим мистецтвам, — «Garouden» (Легенда про вовків, що б'ються), адаптований у мангу, на основі якої також розроблені дві відеогри.
Баку Юмемакура у минулому президент клубу письменників SFWJ (Science Fiction Writers of Japan).